# Rizdveanî, Terebovlea
Rizdveanî (în ucraineană Різдвяни) este localitatea de reședință a comunei Rizdveanî din raionul Terebovlea, regiunea Ternopil, Ucraina.

## Demografie
Componența lingvistică a localității Rizdveanî
     Ucraineană (99,84%)
     Alte limbi (0,16%)
Conform recensământului din 2001, majoritatea populației localității Rizdveanî era vorbitoare de ucraineană (99,84%), existând în minoritate și vorbitori de alte limbi.